# Symfonie nr. 11 (Aho)
Kalevi Aho voltooide zijn Symfonie nr. 11 voor zes percussionisten en orkest in 1998. In 2012 voltooide hij voor eenzelfde combinatie een percussieconcert.

## Geschiedenis
De basis voor deze elfde symfonie werd gelegd als gevolg van een verzoek van de manager van het Turku Philharmonisch Orkest. Deze was in 1997 in Stockholm werkzaam bij het Rikskonserter, een bedrijf dat voornamelijk op het gebied van de klassieke muziek concerten organiseerde in geheel Zweden. Vanuit die instantie werd gevraagd om een werk voor de slagwerkgroep Kroumata. Kroumata was toen de enige professionele slagwerkgroep van Zweden, Noorwegen, Finland en Denemarken bij elkaar. De opdracht was een werk te schrijven voor die groep en orkest. Dat plaatste Aho voor een moeilijkheid. Het werk mocht een niet te groot orkest vereisen, anders zou het werk alleen in de grote steden te horen zijn. Indien het werk geschreven werd voor kleinere bezetting, dan zou Kroumata het werk ook kunnen spelen in samenwerking met de plaatselijke/regionale orkesten. In juli 1997 begon Aho aan zijn taak. Het schrijven van symfonieën met solomuziekinstrument was geen nieuwigheid voor hem. Al eerder was bijvoorbeeld zijn Negende symfonie geschreven voor trombone en orkest.
Het componeren van een stuk waarbij de slagwerkgroep of slagwerker soleert kwam in die jaren langzaam van de grond, maar veel kennis was er nog niet opgedaan. Aho toog dus naar Zweden om Kroumata aan het repeteren en uitvoeren te zien. Zo kon hij ook kennismaken met het instrumentarium van de groep en kon ook direct horen welke instrumenten wel en niet qua klank bij elkaar passen. Hij ging daarop verder met componeren, maar werd opgehouden door ander werk waar hij mee bezig was. Een uitgelezen moment tot voltooien van het werk kwam toen Aho via een beurs in Kasteel Wiepersdorf mocht verblijven. Het werk was daar gereed op 7 maart 1998.

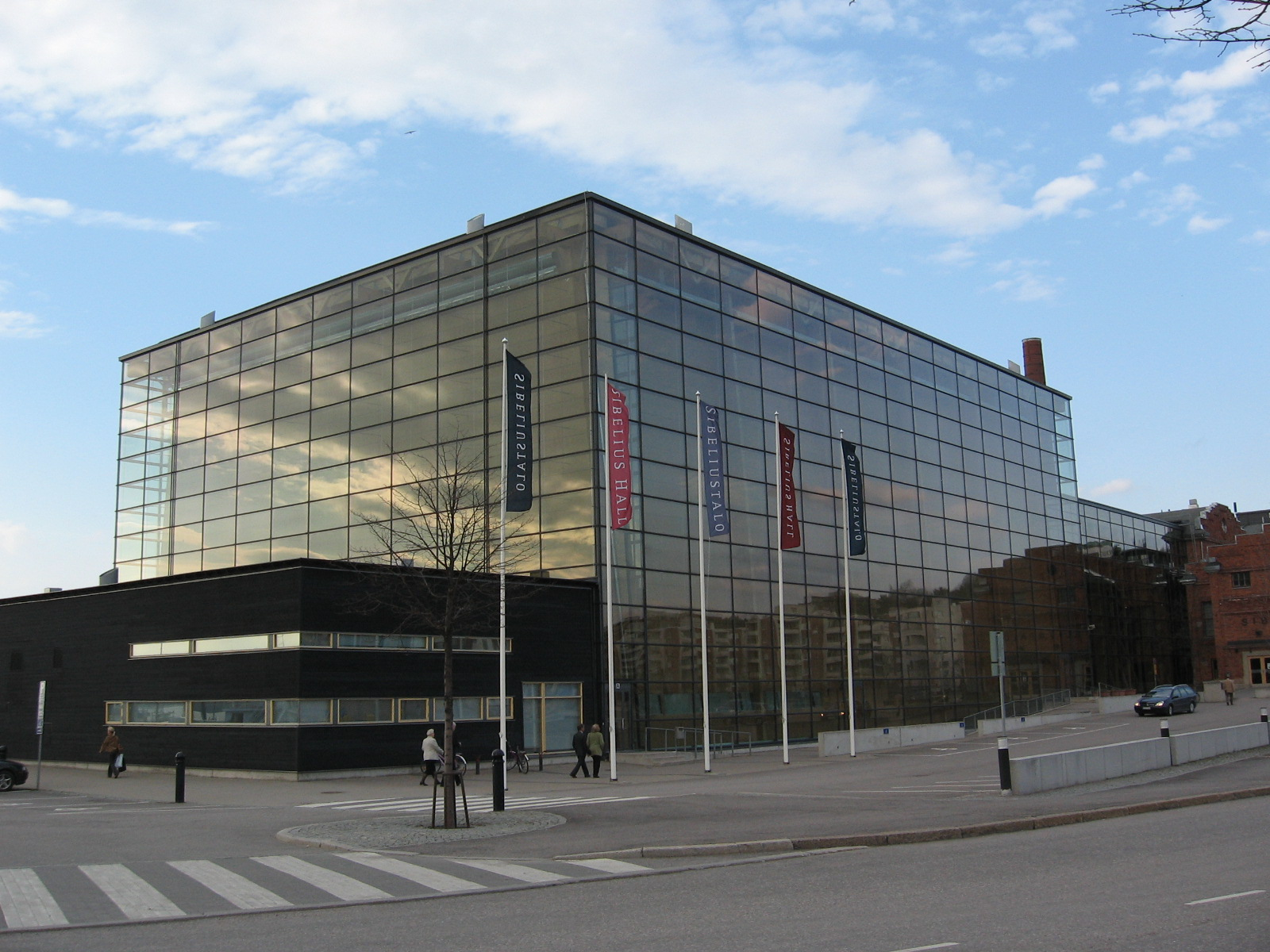
Sibeliushal

Tegelijkertijd was het Symfonieorkest van Lahti (een Fins orkest, dat zich ontwikkelde tot international erkend orkest) bezig met de bouw van een nieuwe concertzaal en een serie van plaatopnamen van alle symfonieën en andere belangrijke werken van Aho. De van origine aangewezen plaats voor de première verschoof daarom van Stockholm naar Lahti. De eerste uitvoering werd bewaard voor de opening van het nieuwe Sibeliuscomplex in Lahti, 10 maart 2000. Op 9 maart 2000 was al deel 2 te horen bij de festiviteiten rond de opening.

## Muziek
Het werk bestaat uit drie delen, waarvan deel 1 geheel titelloos (ei otsikkoa) is. Dat deel is de kennismaking met het instrumentarium van Kroumata. In het deel zit een cadens waarbij alle zes de leden castagnetten “spelen”. Een vast thema zoals bij andere symfonieën is er niet. Het tempo is snel, prestissimo. Deel 2 Andante – Allegro ritmico – Presto begint met een lange solo van een heckelfoon (instrument tussen hobo en fagot). Vervolgens nemen de slagwerkers het weer over en de muziek versnelt. Iedere solist heeft nu zijn eigen cadens, waarbij er in eerste instantie de instrumenten met de hand tot klank worden gebracht. Langzaam verschuift die aandrijving naar het slaan met drumsticks en wordt de muziek heftiger. Het deel eindigt als slagwerksolo.   
In schril contrast tot het vorige deel en de traditie besluit Aho het werk met een rustig deel (tranquillo). De solisten staan niet meer op het podium, maar staan verspreid over de concertzaal. De percussionisten moeten in dit deel (tegelijkertijd) de kantele bespelen (hier dus gezien als slagwerkinstrument). Daarna mogen zij de zaal verlaten, het orkest besluit het werk.

## Orkestratie
- 6 solopercussionisten
- 2 dwarsfluiten, 2 hobo’s, 1 heckelfoon, 2 klarinetten, 2  fagotten
- 3 hoorns, 2 trompetten, 2 trombones, 1 eufonium, 1 tuba, violen, altviolen, celli, contrabassen

## Discografie
- Uitgave BIS Records: Kroumata en het Symfonieorkest van Lahti onder leiding van Osmo Vänskä, opname 2002

Nr. 1 · Nr. 2 · Nr. 3 · Nr. 4 · Nr. 5 · Nr. 6 (1979-1980) · Nr. 7 Insectensymfonie · Nr. 8 · Nr. 9 · Nr. 10 · Nr. 11 · Nr. 12 Luostosymfonie · Nr. 13 · Nr. 14 Rituelen · Nr. 15
Alles Vergängliche (Orgelsymfonie)